# 中沙镇 (湘乡市)
中沙镇，是中华人民共和国湖南省湘潭市湘乡市下辖的一个乡镇级行政单位。

## 行政区划
中沙镇下辖以下地区：
中沙社区、万福村、朝阳村、中沙村、道坪村、红荷村、西冲村、洞上村、云居村、道常村、梅龙村、石塘村、扶塘村、主步村、大杉村、中心村、龙山村、田心村、万宝村、茅畲村、小洞村、沧泉村、梅口村、桂花村、紫峰村、道冲村、虎山村和紫山村。